# Zalesie (powiat łosicki)
Zalesie – wieś sołecka w Polsce położona w województwie mazowieckim, w powiecie łosickim, w gminie Stara Kornica.
W latach 1975–1998 miejscowość administracyjnie należała do województwa bialskopodlaskiego.
W Zalesiu urodził się Feliks Miszczak.
Wierni Kościoła rzymskokatolickiego należą do parafii Niepokalanego Poczęcia NMP w Starej Kornicy.